# Hermenegildo Galeana, Michoacán de Ocampo
Hermenegildo Galeana är en ort i Mexiko.   Den ligger i kommunen Morelia och delstaten Michoacán de Ocampo, i den södra delen av landet, 230 km väster om huvudstaden Mexico City. Hermenegildo Galeana ligger 2 012 meter över havet och antalet invånare är 140.
Terrängen runt Hermenegildo Galeana är kuperad åt sydväst, men åt nordost är den platt. Hermenegildo Galeana ligger nere i en dal. Runt Hermenegildo Galeana är det tätbefolkat, med 427 invånare per kvadratkilometer. Närmaste större samhälle är Morelia, 14,3 km nordost om Hermenegildo Galeana. I omgivningarna runt Hermenegildo Galeana växer huvudsakligen savannskog.